# Walentina Litujewa
Walentina Michajłowna Litujewa z domu Bogdanowa (ros. Валентина Михайловна Литуева (Богданова), ur. 11 grudnia 1930 w Leningradzie, zm. 23 lipca 2008) – radziecka lekkoatletka, specjalistka skoku w dal, mistrzyni Europy z 1950 i wicemistrzyni z 1958.
Zwyciężyła w skoku w dal na mistrzostwach Europy w 1950 w Brukseli. Na igrzyskach olimpijskich w 1952 w Helsinkach zajęła w tej konkurencji 11. miejsce.
Zdobyła srebrny medal na mistrzostwach Europy w 1958 w Sztokholmie, przegrywając jedynie z reprezentantką Niemiec Liesel Jakobi.
Zajęła 3. miejsce w skoku w dal na Akademickich Mistrzostwach Świata rozgrywanych w ramach V Światowego Festiwalu Młodzieży i Studentów w 1955 w Warszawie.
Była mistrzynią ZSRR w skoku w dal w 1952, wicemistrzynią  w 1949 i 1950 oraz brązową medalistką w 1954 i 1958.
Rekord życiowy Litujewej wynosił 6,10 m. Został ustanowiony 6 września 1958 w Moskwie.
Jej mężem był Jurij Litujew, wicemistrz olimpijski z 1952 i mistrz Europy z 1958 w biegu na 400 metrów przez płotki.